# リリーフポイント
リリーフポイント（RP）とは、日本プロ野球において、救援投手のチームへの貢献度を客観的に評価するために1996年に制定された記録である。セントラル・リーグのみで採用された（パシフィック・リーグは、同年ホールドを採用）。
ホールドと異なり、同点・ビハインド時の投球内容も評価の対象になるという利点があったが、計算が煩雑なことと両リーグで中継ぎ投手の評価に用いる指標が異なるのは不自然だということから、セ・リーグの最優秀中継ぎ投手を決定する際の指標としては2004年をもって役目を終えた。
勝利・セーブを記録した投手以外の全ての救援投手に与えられる。投球内容が悪ければポイントはマイナスになる。以下の要素毎にポイントが計算され、総計した値を10で割った数値が投手に与えられる。最終的に10で割るのは桁数を他の投手記録に近付けるためである。

## 規定
- 前提条件
  - 先発投手は除く
  - 最後に登板した投手がセーブを記録した場合、その投手の最終イニングの投球成績は計算から除外
  - セーブのつく条件で登板しながら、結果的にチームが引き分けもしくは自らが勝利投手になった交代完了投手の最終イニングの投球成績は計算から除外

- 特定場面で登板し、その回を無得点に抑えた場合のポイント
  - セーブがつく場面での登板：＋3.0
  - 同点の場面での登板：＋2.0
  - 1点ビハインドの場面での登板：＋1.0

- 登板時点での前任投手の残した走者数によるポイント
  - 自責点の対象になる走者：＋走者数×1.0
    - その走者を得点させた場合：－得点させた走者数×3.0

  - 自責点の対象にならない走者：＋走者数×0.5
    - その走者を得点させた場合：－得点させた走者数×1.5

- 自分の失点によるポイント
  - 自責点になる場合：－失点×4.0
  - 自責点にならない場合：－失点×2.0

- 降板時に残した走者によるポイント
  - 自責点の対象になる走者：－走者数×2.0
  - 自責点の対象にならない走者：－走者数×1.0

- 処理したアウト数によるポイント
  - チームが勝利した場合：＋アウト数×1.5
  - チームが敗北した場合：＋アウト数×0.5
  - チームが引き分けた場合：＋アウト数×1.0

※一死もとれずに降板した投手のポイントは、計算後0以上になった場合は切り捨てて0とする。